# Tandvårdsstöd
Statligt tandvårdsstöd är ett statligt stöd i Sverige som täcker kostnader för tandvård genom utbetalning av ersättningar från försäkringskassan till tandläkare av hela eller delar av kostnaden för behandlingen av patienter. Tandvården är avgiftsfri för barn och ungdomar upp till 24 år.

De primära målen för det statliga tandvårdsstödet är att:
- bibehålla en god tandhälsa hos individer med inga eller små tandvårdsbehov, samt
- de med stora tandvårdsbehov ska få behandling till rimliga kostnader.

Det statliga tandvårdsstödet består av tre delar
- allmänt tandvårdsbidrag
- högkostnadsskydd och
- särskilt tandvårdsbidrag.[4]

Både det allmänna och det särskilda tandvårdsbidraget beslutas av regeringen, medan Tandvårds- och läkemedelsförmånsverket bestämmer vilka tandvårdsåtgärder som ger rätt till ersättning.

## Det allmänna tandvårdsbidraget (ATB)
Det allmänna tandvårdsbidraget (ATB) ska uppmuntra vuxna att i ökad utsträckning regelbundet besöka tandvården för undersökning och förebyggande vård. Bidraget lämnas med 300 kronor per år till dem som är 30–64 år. Ett förhöjt bidrag på 600 kronor per år lämnas till dem som är 20–29 år samt 65 år och äldre.
Bidraget förnyas den 1 juli varje år och kan sparas i två år. Det innebär att en enskild individ maximalt kan ha 600 kronor respektive 1200 kronor i allmänt tandvårdsbidrag. Bidraget utgörs av ett elektroniskt tillgodohavande i Försäkringskassans rapporteringssystem. Det kan användas som betalning vid besök hos tandvården. Regeringen beslutar om tandvårdsbidragets storlek.

## Särskilt tandvårdsbidrag (STB)
Det särskilda tandvårdsbidraget betalas till patienter som har behov av regelbunden förebyggande tandvård som följd av sin sjukdom eller funktionsnedsättning. Det kan till exempel vara patienter som på grund av sin medicinering fått muntorrhet.
Försäkringskassan administrerar det särskilda tandvårdsbidraget som är på 600 kronor per halvår. Bidraget kan också användas för att betala för abonnemangstandvård. Beloppet förnyas varje halvår och kan inte sparas. Däremot kan det delas och patienten kan välja att använda delar av bidraget vid flera besök. Patienter som har rätt till särskilt tandvårdsbidrag får även sitt allmänna tandvårdsbidrag.

## Högkostnadsskydd
Högkostnadsskyddet gör det möjligt för personer med stora tandvårdsbehov att få tandvård till en rimlig kostnad. Staten betalar då en del av den totala kostnaden.
Syftet med högkostnadsskyddet är att resurserna främst ska ges till de patienter som har de största behoven. Det innebär att tandvårdsstödet inte generellt syftar till att göra tandvård billigare för alla. Istället fördelas resurserna så att mer stöd ges till patienter med höga tandvårdskostnader och mindre stöd ges till dem med lägre tandvårdskostnader.
TLV beslutar om vilka tandvårdsåtgärder som är ersättningsberättigande. När TLV avgör vilka tandvårdsåtgärder som ska ingå i högkostnadsskyddet för tandvård är utgångspunkten lagen (2008:145) om statligt tandvårdsstöd.
Högkostnadsskyddet börjar gälla när en patient fått åtgärder utförda till en summa som överstiger 3 000 kronor (summan är beräknad på det lägsta beloppet av vårdgivarpriset och referenspriset för varje åtgärd) under en tolvmånadersperiod och första åtgärden rapporteras till Försäkringskassan. Tidsperioden är individuell för varje patient och den är inte bunden till kalenderår.
Högkostnadsskyddet har två ersättningsnivåer:
- för den del av kostnaderna som överstiger 3 000 kronor men inte 15 000 kronor lämnas ersättning med 50 procent av referenspriset, och
- för den del av kostnaderna som överstiger 15 000 kronor lämnas ersättning med 
85 procent av referenspriset.

För att behålla det reella värdet av beloppsgränserna kommer de att ses över i samband med omräkning av referenspriserna, och vid behov justeras.

## Tandvårdsreformen 2008
Sveriges regering genomförde en ny tandvårdsreform 1 juli 2008. Syftet med reformen var att utvidga den förebyggande tandvården och att erbjuda tandvård till en rimlig kostnad för personer med stora tandvårdsbehov. Regeringen införde därför ett allmänt tandvårdsbidrag (ATB) för att öka besöksfrekvensen och ett högkostnadsskydd för att minska de ekonomiska hindren för personer med stora tandvårdsbehov att genomföra den tandvård de behöver.

## Referenspris
Referenspris kallas den ersättning som försäkringskassan betalar ut vid tandvård. Referenspriset är ett fast pris som bestäms av staten. Alla åtgärder som berättigar till ersättning från Högkostnadsskydd har ett referenspris. I referenspriset ingår också kostnader för material. Tandläkarna är inte bundna av referenspriset. De kan välja att ta ut ett pris som är högre eller lägre. Om tandläkaren tar ut ett högre pris än referenspriset för en åtgärd betalar Försäkringskassan ändå bara ut ersättning som motsvarar referenspriset. Om tandläkaren tar ut ett lägre pris beräknas ersättningen däremot inte efter referenspriset, utan efter det priset som betalats.

Kritik till referenspriset

Riksrevisionsverket ställer sig kritiskt till referenspriset och menar att tandvårdsreformen från 2008, inte har fungerat och att målen bara har uppnåtts till viss del. Man menar att för få känner till tandvårdsbidraget, högkostnadsskyddet eller vad det kostar att gå till tandläkaren. Man konstaterar även att det är fler idag än före reformen som avstår från tandvård för att den
är för dyr.  Vilket går emot referensprisets huvudsakliga syfte. Riksrevisionsverket skriver att patienterna inte känner till att det finns referenspriser och saknar prisinformation och därmed underlag för att välja tandläkare utifrån prisbilden.
Referensprislistan har två syften: att hålla statens kostnader nere och underlätta för patienter att jämföra vårdgivarpriser, och därigenom skapa prispress på tandvårdstjänster. Referensprislistan har fungerat i den första bemärkelsen, att hålla statens kostnader nere. Anslaget har sedan reformen infördes underskridits varje år. År 2011 uppgick anslaget till cirka 6,7 miljarder, men endast 5 miljarder användes.
Referensprislistan har däremot inte fungerat som prispress, tvärt om finns det tecken på att referenspriserna driver på prisutvecklingen. Granskningen visar att när referenspriserna höjs, följer vårdgivarna efter och höjer sina priser. Referenspriserna riskerar därför att bilda ett golv i prissättningen.

## Ersättningsformer före 2008
En allmän tandvårdsförsäkring infördes i Sverige 1974. Syftet var att göra tandvård ekonomiskt tillgänglig för hela befolkningen på lika villkor. Försäkringen omfattade alla typer av behandlingar och subventionen omfattade alla åtgärder. Statens utgifter för tandvård ökade emellertid kraftigt, en fördubbling mellan 1974 och 1980. För att motverka detta fick patienterna gradvis betala en allt större del av tandvårdskostnaderna. En ny tandvårdsreform trädde i kraft den 1 januari 1999. Avsikten var att tandvårdsstödet, som omfattar alla från 20 års ålder, skulle ge ett ekonomiskt stöd för den så kallade bastandvården och ett visst, men mycket begränsat, stöd för protetiska åtgärder (kronor, broar, implantat m.m.). Syftet var att ge ekonomiskt stöd för att förhindra framtida större tandvårdsbehov. Denna utformning av tandvårdsstödet ledde emellertid till höga kostnader för dem som har behov av omfattande protetiska åtgärder. Detta gällde inte minst äldre personer. Det var bakgrunden till att regelverket ändrades den 1 juli 2002 för patienter som är 65 år eller äldre; ersättningsnivåerna för bastandvården höjdes och ett högkostnadsskydd för protetiska behandlingar infördes. Med reformen som kom 1999 infördes också en möjlighet att erbjuda abonnemangstandvård. Det innebär att patienten kan teckna ett avtal för tandvård med fast årlig patientavgift. I samband med reformen 1999 upphörde även den tidigare prisregleringen på tandvård och prissättningen blev fri.